# Le Mesnil-Patry
Le Mesnil-Patry (wymowaⓘ) – miejscowość i dawna gmina we Francji, w regionie Normandia, w departamencie Calvados. W 2013 roku liczba ludności wynosiła 295 mieszkańców.
W dniu 1 stycznia 2017 roku z połączenia sześciu ówczesnych gmin – Bretteville-l’Orgueilleuse, Brouay, Cheux, Le Mesnil-Patry, Putot-en-Bessin oraz Sainte-Croix-Grand-Tonne – utworzono nową gminę Thue-et-Mue. Siedzibą gminy została miejscowość Bretteville-l’Orgueilleuse.